# West Hampstead (Metropolitano de Londres)
West Hampstead é uma estação do Metrô de Londres em Hampstead em Londres. Ela serve a Jubilee line.

## História
A estação foi inaugurada em 30 de junho de 1879 pela Metropolitan Railway (agora a Metropolitan line) quando estendeu seus trilhos a partir de Swiss Cottage. A estação atuou como o término temporário do ramal até ser estendida para Willesden Green em 24 de novembro daquele ano. A estação original tinha dois trilhos com plataformas opostas; o escritório de reservas ficava ao sul do local atual do edifício de superfície com escadas separadas para cada plataforma. Como consequência da extensão da Great Central Railway deslocando a Metropolitan Railway em direção ao norte, esta construção foi substituída por uma plataforma central sobrepondo a posição da plataforma acima anterior.